# Museo Diocesano de Maguncia
El Museo Diocesano de Maguncia se encuentra en la plaza de la catedral, en pleno casco histórico de Maguncia, y depende del obispado de Maguncia. El museo se encuentra en la catedral de Maguncia (del alemán: Mainzer Dom).
Tiene salas en las que se distribuyen las colecciones, provenientes tanto de la catedral como de distintas parroquias. Además, el Tesoro de la Catedral, a la que accede a través de la salas de cabildo, en la antigua Nikolauskapelle de la Época del Gótico tardío. El Museo alberga en sus Salas históricas de los staufischen abovedados pasillos, el claustro de estilo gótico tardío de dos pisos, así como el ex salas de cabildo obras de arte de dos Milenios, que una vez que las Instalaciones de la Catedral de Maguncia, o de las Iglesias de la Diócesis de entre los muertos. 

## Colección
Se distribuye en cuatro salas, donde se representa el arte sacro en las siguientes secciones: orfebrería, románico, gótico y renacimiento-barroco.
Bernardo de Breidenbach obtuvo sobre Hermandad de San Sebastián un indulgencia, que aún se conserva en el Museo Diocesano.
En la exhibición son aproximadamente el 5% de la colección total.